# Carasi
Carasi is een gemeente in de Filipijnse provincie Ilocos Norte op het eiland Luzon. Bij de laatste census in 2010 telde de gemeente ruim 1 duizend inwoners.

## Geografie

### Bestuurlijke indeling
Carasi is onderverdeeld in de volgende 3 barangays:
- Angset
- Barbaqueso
- Virbira

## Demografie
Carasi had bij de census van 2010 een inwoneraantal van 1.473 mensen. Dit waren 38 mensen (2,6%) meer dan bij de vorige census van 2007. Ten opzichte van de census van 2000 was het aantal inwoners gegroeid met 319 mensen (27,6%). De gemiddelde jaarlijkse groei in die periode kwam daarmee uit op 2,47%, hetgeen hoger was dan het landelijk jaarlijks gemiddelde over deze periode (1,90%).

De bevolkingsdichtheid van Carasi was ten tijde van de laatste census, met 1.473 inwoners op 82,97 km², 17,8 mensen per km².